# Xã Fortier, Quận Yellow Medicine, Minnesota
Xã Fortier (tiếng Anh: Fortier Township) là một xã thuộc quận Yellow Medicine, tiểu bang Minnesota, Hoa Kỳ. Năm 2010, dân số của xã này là 99 người.